# Leslie Whetter
Pour les articles homonymes, voir Whetter.
Leslie Hatton Whetter, né le 10 décembre 1888 à Dunedin et mort le 3 décembre 1955 à Auckland, est un chirurgien et explorateur néo-zélandais.

## Biographie
Diplômé de l'université d'Otago, il rejoint l'expédition antarctique australasienne (1911-1914) de Douglas Mawson comme chirurgien. En 1912, Whetter est présent dans deux groupes, le premier dans le cadre de la mise en place de dépôts de provisions près de la base du cap Denison et le second pour explorer la région à l'ouest de la base. Lors de la seconde expédition, son équipe découvre notamment la première météorite en Antarctique.